# Râul Iezerul Mic
Din Iezerul Mic izvorăște Râul Mic, care este unul din cele două brațe care, împreuna cu Râul Mare formează Râul Cibin. Acestea se întâlnesc în lacul de acumulare din Gura Râului, județul Sibiu. Cele doua lacuri glaciare se găsesc la peste 2000m altitudine si sunt protejate de statutul de rezervație naturală. Fac parte din Munții Cindrel din Carpații Meridionali. 